# 南掃守村
南掃守村（みなみかもりむら）は、かつて大阪府に存在した村である。村名の由来は、『和名抄』などに見られる郷名「掃守」より。

## 歴史
- 1874年（明治7年） 南郡加守村南春木が春木村に編入される。
- 1889年（明治22年）4月1日 南郡加守村、西之内村、下松村、上松村、尾生村[注釈 1]、三ケ山新田[3]が合併して、南郡南掃守村が発足。大字下松に村役場を設置。
- 1896年（明治29年）4月1日 郡の統廃合により、所属郡が泉南郡となる。
- 1910年（明治43年） 大字三ケ山新田を三ケ山に改称。
- 1942年（昭和17年）4月1日 岸和田市、春木町、山直町と合併し、岸和田市となる。

## 交通

### 鉄道路線
現在は西日本旅客鉄道阪和線下松駅が所在するが、当時は未開業。

### 道路
- 熊野街道
- 牛滝街道

## 産業
- 和泉織物